# قرصنة الهاتف
قرصنة الهاتف هي ممارسة تهدفُ إلى الوصول غير المصرّح به لبيانات الهواتف المحمولة بطرق خبيثة على غِرار اعتراض المكالمات الهاتفية أو الوصول إلى رسائل البريد الصوتي من قِبل شخص عادةً ما يوصفُ بالمُخترِق.
ظهر المصطلح خلال فضيحة القرصنة التي قامت بها شركة نيوز إنترناشونال والتي قِيل فيها أن الصحيفة البريطانية نيوز أوف ذه ورلد قد تورّطت بشكلٍ مباشرٍ في اعتراض رسائل البريد الصوتي الخاصة بالعائلة المالِكة في المملكة المتحدة بالإضافةِ إلى شخصيات عامّة أخرى.

## الضحايا
إن كلّ مستخدمٍ للهواتف المحمولة هو معرضّ للقرصنة في أيّ وقتٍ وبأيَ طريقة؛ ومع ذلك فإن المُخترِق عادةً لا يُضيع وقته في قرصنة هواتف أشخاص عاديين من عامّة الشعب بل يستهدفُ المشهورين أو الأغنياء أو ذوي السلط كونهم أكثر أهميّة ويحتفظون بمعلومات ذات قيمة أو حتى أسرار.

## تقنيات

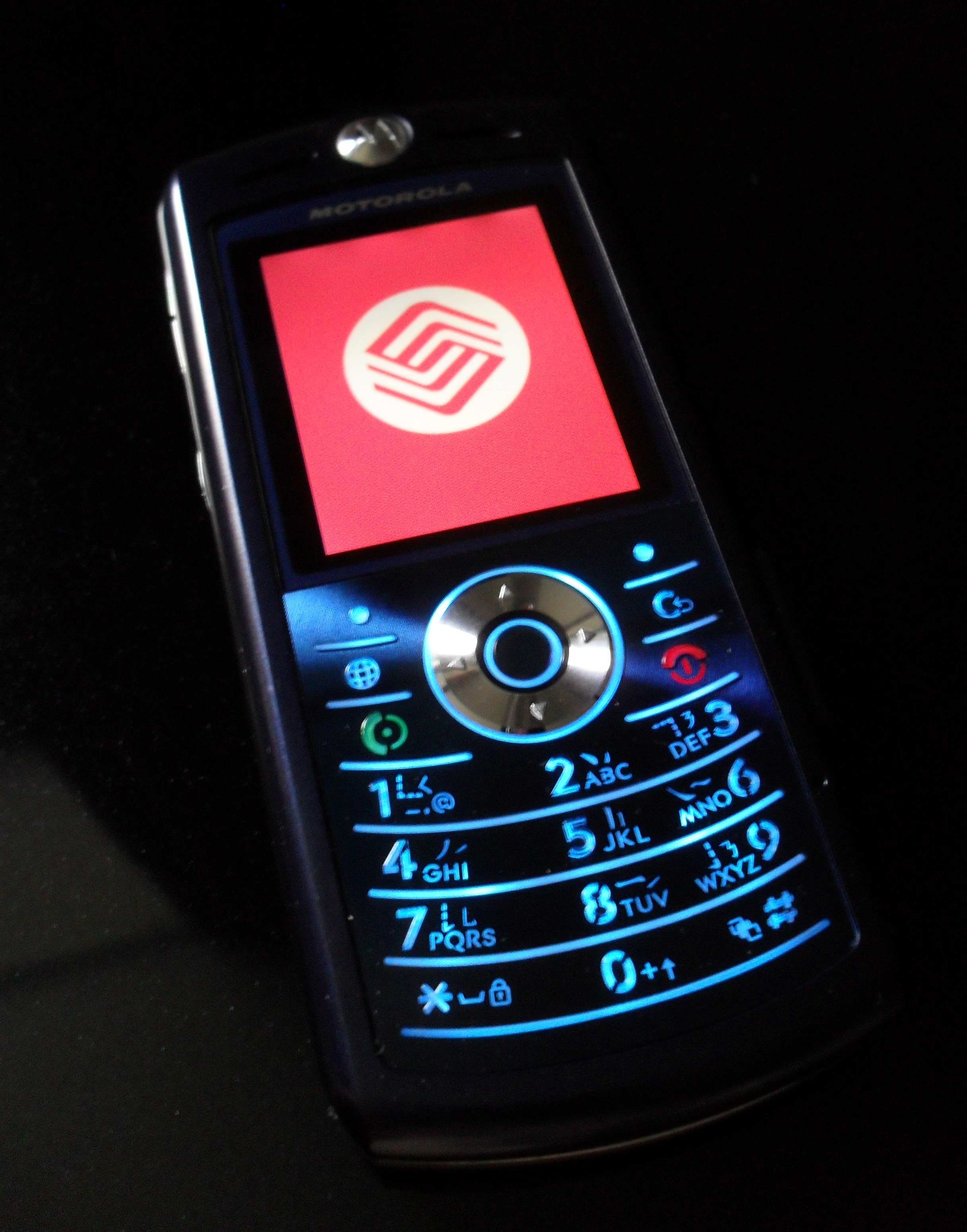
غالبًا ما ينطوي اختراق الهاتف على وصول غير مصرح به إلى البريد الصوتي للهاتف المحمول

### قرصنة البريد الصوتي
الوصول غير المُصرّح به إلى أنظمة البريد الصوتي أمرٌ وارد بل كان منتشرًا في السابق وعادةً ما يحصلُ بسبب شركات الاتصالات كونها تعتمدُ على خوارزميّات ضعيفة نوعًا ما وكان من السهل نسبيًا اختراقها.
يمكن الوصول إلى رسائل البريد الصوتي للهاتف المحمول على هاتف أرضي بإدخال رقم التعريف الشخصي (PIN). عادةً ما يقوم مزود الخدمة بتعيين رقم تعريف شخصي افتراضي مُكوّن من أربعة أرقام والذي نادراً ما يتم تغييره بواسطة مالك الهاتف ما يجعلُ من السهلِ نوعًا ما للمتسلل أن يعرف رقم الهاتف ورقم التعريف الشخصي الافتراضي وفي حالةِ ما حصل فسيُصبح حينها الوصول إلى رسائل البريد الصوتي أمرًا واردًا جدًا. حتّى في حالة عدم معرفة رمز التعريف الشخصي الافتراضي؛ يُمكن استخدام الهندسة الاجتماعية لإعادة تعيين رقم تعريف شخصيّ للبريد الصوتي إلى الافتراضي من خلال انتحالِ شخصية مالك الهاتف عبرَ مهاتفة بمركز الاتصال. يستخدمُ الكثير من الأشخاص أيضًا أرقام تعريف شخصية ضعيفة يسهلُ تخمينها؛ ولمنع المشتركين من اختيار أرقام تعريف شخصيّة ذات قوة كلمة مرور ضعيفة؛ لا تسمحُ بعض شركات الهاتف المحمول الآن باستخدام أرقام متتالية أو مكررة في رمز البريد الصوتي.
خلال منتصف العقد الأول من القرن العشرين؛ اكتُشفَ أن المكالمات الصادرة من الهاتف المُسجّل بحساب البريد الصوتي سيتم إرسالها مباشرة إلى البريد الصوتي دون الحاجة إلى رقم تعريف شخصي؛ وهذا يعني أنّه يُمكن للمتسلل خداع شركة الاتصال عبر مكالمتها مدعيًا أنه صاحب الرقم دون أن يُطلبَ منه رقم تعريف شخصي.
في أعقاب الخلافات حول اختراق الهواتف والانتقادات التي تم توجيهها إلى مزودي الخدمة الذين سمحوا «للمتطفلين» بالوصول إلى البريد الصوتي دون الحاجة لرقم تعريف شخصي؛ عملت بعضُ الشركات على تعزيزِ الأمان الافتراضي لأنظمتها بحيث لم يعد بالإمكان الوصول عن بعد إلى رسائل البريد الصوتي وإعدادات الهاتف الأخرى إلّا بعد التحقّق الدقيقة من رقم التعريف. في السياق ذاته؛ أعلنت إيه تي آند تي في آب/أغسطس 2011 أن جميع المشتركين اللاسلكيين الجُدد سيُطلَب منهم إدخال رقم تعريف شخصي عند الرغةِ في التحقق من بريدهم الصوتي بينما وصّت تي موبايل مستخدميها بأن يقوموا بتعيين كلمة مرور قويّة للبريد الصوتي لمزيدٍ من الأمان.

### التخمين
عادةً ما يضعُ المستخدم رمز تعريف شخصيّ سهل على غرار «0000» أو «1234»؛ حيثُ يكون من السهل نوعًا ما تخمينها فيما يقومُ آخرون بوضع أرقام تعريفيّة لها علاقة بهم مثل تاريخ الميلاد أو تاريخ الزواج أو سنة التخرج وهكذا. حتى في الحالات التي يقومُ فيها المستخدم باختيار رقم تعريفي صعب نسبيًا؛ فإن ذلك لن يحميه بالكامل من مخاطر القرصنة حيثُ يلجأ المخترقون لعدّة أساليب تُمكّنهم من تجربة عددٍ لا محدود من الأرقام إلى حين العثور على الرمز الصحيح فيما يقومُ مخترقون آخرون بتنفيذ هجوم القوة العمياء وهو «هجومٌ فعّال» حينما يكون للمهاجِم الحق في الوصول الفعلي للجهاز المحمول المُؤمّن برقم التعريف الشخصي.
على المستوى الحكومي؛ يُمكن لبعض الحكومات والأجهزة السياديّة في بعض الدول تنشيط الميكروفون الخاص بالهاتف المحمول عن بُعد بمساعدة من شركة الاتصال وذلك دون الحاجة إلى الوصول الفعلي أو الملموس للجهاز طالما لم تتم إزالةُ بطاريته. لقد استُخدمت مثل هذه الطرق من قِبل وكالات إنفاذ القانون وأجهزة الاستخبارات للتجسّس على المستخدمين لسببٍ ما قد يختلفُ من شخصٍ لآخر.
تشمل التقنيات الأخرى لاختراق الهواتف خداع المستخدم عبر دفعهِ لتنزيل برامج ضارة تعملُ على «المراقبة الدوريّة» لكل ما يقومُ به على الهاتف مع احتماليّة مشاركة البيانات التي يجمعها البرنامج مع الطرف الذي حمّله.

### أخرى
هناك عيوب في تنفيذ خوارزمية تشفير جي إس إم والتي تسمح بالاعتراض السلبي للبيانات. لدى الوكالات الحكومية المُعدّات اللازمة للتجسّس على هواتف المستخدمين أو اعتراض بياناتهم كما يُمكن للتِقَنيين بناء هذهِ الأدوات عبرَ الأجزاء المتاحة في السوق.
كشفَ الباحث الألماني كارستن نوهل في كانون الأوّل/ديسمبر 2011 أنه كان من الممكن اعتراض الرسائل الصوتية والنصية الخاصة بالهاتف المحمول على العديد من الشبكات التي تتوفر بها برامج فك التشفير المجانية المُتاحة على الإنترنت، وألقى باللوم على شركات الهاتف المحمول في الاعتماد على تقنيات التشفير القديمة في نظام الجيل الثاني مؤكدًا في الوقتِ ذاته أنّه يمكن حل المشكلة بسهولة.

## الشرعية
تُعدّ قرصنة الهاتف شكلاً من أشكال المراقبة وهي غير قانونية في العديد من البلدان ما لم يتم تنفيذها كاعتراضٍ قانوني من قبل وكالة حكومية. في قضية تجسس نيوز أوف ذه ورلد على الهواتف؛ تبيّن أن المحقق الخاص جلين مولكير قد انتهك عددًا من القوانين المحليّة؛ فحُكم عليه بالسجن ستة أشهر في كانون الثاني/يناير 2007. تجدّد الجدل حول قضية القرصنة من جديد وخطورتها وما تقومُ به الحكومة للحدّ منها؛ ما نجمَ عنه في نهاية المطاف غلق جريدة نيوز أوف ذه ورلد (أخبار العالَم) بالكامل في تمّوز/يوليو 2011.
في كانون الأول/ديسمبر 2010؛ تمّ تفعيل قانون التحقّق من هوية المتصل في الولايات المتحدة ما قطعَ الطريق على عددٍ من الخدمات التي كانت تستغلّ هذه الثغرة وثغرات أخرى لتحديد هوية الضحيّة بغرض الاحتيال أو التسبب في ضرر أو الحصول على أي معلومات بطريقة غير مشروعة.